# Arrondissement Langon
Langon is een arrondissement van het Franse departement Gironde in de regio Nouvelle-Aquitaine. De onderprefectuur is Langon. Tot 1926 was de onderprefectuur gevestigd in Bazas en droeg het arrondissement ook deze naam. Bij gelegenheid van deze wijziging werden ook de kantons van het opgeheven arrondissement La Réole toegevoegd aan het nieuwe arrondissement.

## Kantons
Het arrondissement was tot 2014 samengesteld uit de volgende kantons:
- Kanton Auros
- Kanton Bazas
- Kanton Cadillac
- Kanton Captieux
- Kanton Grignols
- Kanton Langon
- Kanton Monségur
- Kanton Pellegrue
- Kanton Podensac
- Kanton La Réole
- Kanton Saint-Macaire
- Kanton Saint-Symphorien
- Kanton Sauveterre-de-Guyenne
- Kanton Targon
- Kanton Villandraut

Na de herindeling van de kantons bij decreet van 20 februari 2014, met uitwerking op 22 maart 2015, zijn dat:
- Kanton L'Entre-Deux-Mers  (deel 51/57)
- Kanton Les Landes des Graves  (deel 20/25)
- Kanton Le Réolais et Les Bastides  (deel 75/89)
- Kanton Le Sud-Gironde